# Чаша (сузір'я)

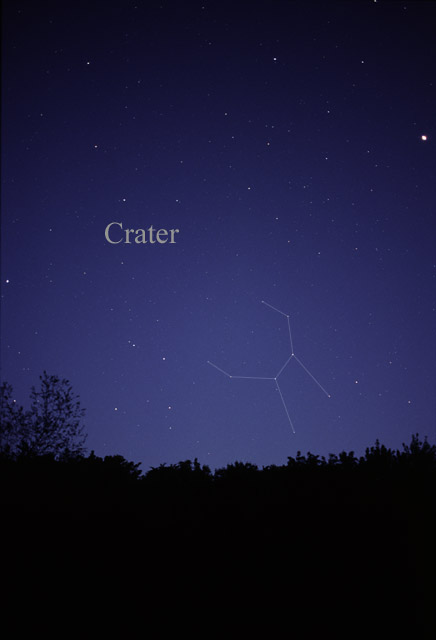
Чаша неозброєним оком.

Ча́ша (лат. Crater) — сузір'я південної півкулі неба. Містить 20 зір, видимих неозброєним оком. Найкращі умови для спостереження сузір'я тривають протягом квітня — травня.

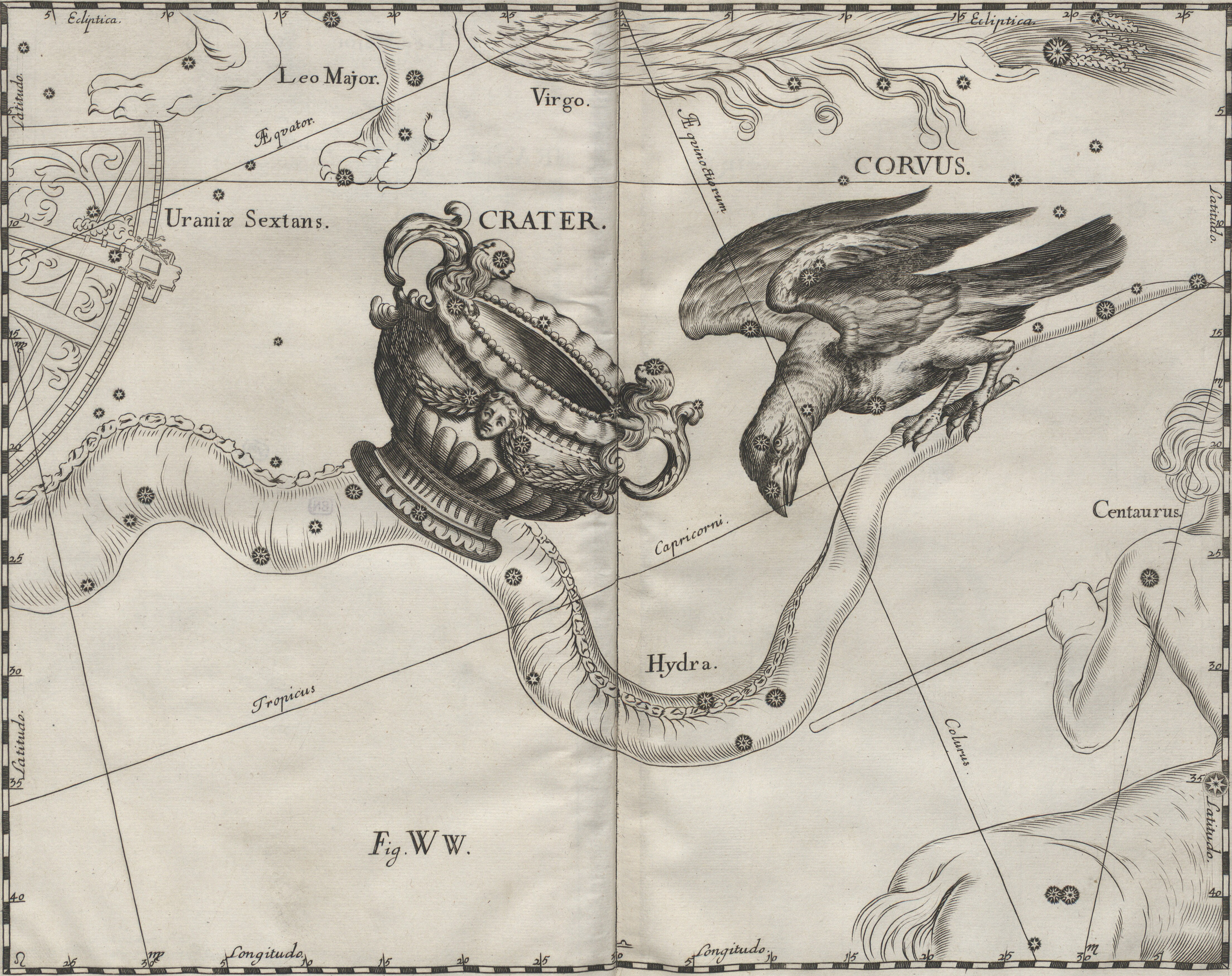
Зображення сузір'я Чаші (поруч сузір'я Ворона) на небесному глобусі Яна Гевелія «Уранографія», 1690 рік

Сузір'я включене до каталогу зоряного неба Клавдія Птолемея «Альмагест».